# Dernières Volontés
Pour plus de détails, voir Fiche technique et Distribution.
Dernières Volontés (Too Much Sun) est un film américain réalisé par Robert Downey Sr., sorti en 1990.

## Synopsis
Un homme richissime a un fils gay et une fille lesbienne. Dans ses dernières volontés, il indique que sa fortune ira à celui de ses deux enfants qui aura un descendant dans l'année suivant sa mort.

## Fiche technique
- Titre : Dernières Volontés
- Titre original : Too Much Sun
- Réalisation : Robert Downey Sr.
- Scénario : Robert Downey Sr., Laura Ernst et Al Schwartz
- Musique : David Robbins
- Photographie : Robert Yeoman
- Montage : Joe D'Augustine
- Production : Lisa M. Hansen
- Société de production : Cinetel Films
- Société de distribution : New Line Cinema (États-Unis)
- Pays de production :  États-Unis
- Genre : Comédie
- Durée : 97 minutes
- Dates de sortie : 
  - États-Unis : 10 octobre 1990 (Festival du film de Mill Valley), 25 janvier 1991

## Distribution
- Allan Arbus : Vincent
- Scott Atkins : Scotty
- Robert Downey Jr. : Reed Richmond
- Howard Duff : O. M.
- Laura Ernst : Susan
- Lara Harris : sœur Ursula
- Jim Haynie : le père Kelly
- James Hong : Frank, Sr.
- John Ide : le capitaine du yacht
- Eric Idle : Sonny
- Marin Kanter : la petite nonne
- Jon Korkes : Fuzby Robinson
- Ralph Macchio : Frank, Jr.
- Christopher Mankiewicz : le postier
- Andrea Martin : Bitsy
- Leo Rossi : George
- Jennifer Rubin : Gracia
- Carla Sherman : la serveuse
- Heidi Swedberg : sœur Agnes

## Accueil
Le film a reçu la note de 1,5/5 sur AllMovie.